# جایزه بزرگ اسپانیا ۱۹۷۶
جایزه بزرگ اسپانیا ۱۹۷۶ (انگلیسی: ‎1976 Spanish Grand Prix‎) یک مسابقهٔ موتوری در رشتهٔ اتومبیل‌رانی فرمول یک بود که در تاریخ ۲ مهٔ ۱۹۷۶ در پیست دائمی دل جاراما واقع در مادرید، اسپانیا برگزار شد. این گراند پری در میان ۱۶ گراند پری در فصل ۱۹۷۶، مسابقهٔ شمارهٔ ۴ بود.
در این مسابقه که در ۷۵ دور و به مسافت ۲۵۵٫۳ کیلومتر (۱۵۸٫۶۳۶ مایل) برگزار شد، پول پوزیشن توسط جیمز هانت کسب شد و سریع‌ترین زمان برای طی یک دور پیست که برابر با ۱:۲۰٫۹۳ بود نیز توسط یوخن ماس به ثبت رسید.
جیمز هانت از تیم مک‌لارن-فورد، نیکی لائودا از تیم فراری و گونا نیلسون از تیم لوتوس-فورد به‌ترتیب مقام‌های اول تا سوم مسابقه را کسب کردند.

## رده‌بندی قهرمانی پس از مسابقه
| جایگاه | راننده       | امتیاز |
| ------ | ------------ | ------ |
| ۱      | نیکی لائودا  | ۳۳     |
| ۲      | پاتریک دیپلر | ۱۰     |
| ۳      | کلی رگاتزونی | ۹      |
| ۴      | یوخن ماس     | ۷      |
| ۵      | جیمز هانت    | ۶      |
| منبع:  |              |        |

| جایگاه | سازنده            | امتیاز |
| ------ | ----------------- | ------ |
| ۱      | فراری             | ۳۶     |
| ۲      | تایرل-فورد        | ۱۳     |
| ۳      | مک‌لارن-فورد       | ۹      |
| ۴      | لوتوس-فورد        | ۶      |
| ۵      | برابام-آلفا رومئو | ۴      |
| منبع:  |                   |        |

یادداشت
- تنها پنج جایگاه نخست از هر رده‌بندی نمایش داده شده‌است.